# 比洛烏西夫卡 (格洛比諾區)
49°25′38″N 33°5′38″E / 49.42722°N 33.09389°E
比洛烏西夫卡（烏克蘭語：Білоусівка），是烏克蘭中部的村莊，隸屬波爾塔瓦州的克雷門丘克區。該村處於奧博隆河左岸，距離戈爾比和錫多雷1公里，面積0.238平方公里，海拔高度97米。